# Datasaabs Vänner
Datasaabs Vänner är en ideell förening i Linköping som bildats för att dokumentera och informera om Sveriges datahistoria, speciellt med fokus på det tidigare företaget Datasaab. Föreningen har dokumenterat Datasaabs historia i fem böcker och har en hemsida med information och bilder bland annat om de datasystem som företaget tillverkade och saluförde. Datasaabs Vänner bistår även datamuseet IT-ceum i Linköping med kunskaper och praktiskt arbete.